# Borovnice (zámek)
Zámek Borovnice stával na okraji obce Borovnice v okresu Rychnov nad Kněžnou.

## Nejstarší historie
Zámek Borovnice (u Potštejna na Kosteleckoorlicku) představoval až do svého zániku ve 20. století typické menší venkovské sídlo s potřebným hospodářským zázemím - tj. s dvorem a zahradou. Vznikl pravděpodobně někdy mezi léty 1653-1688 naproti pobořené starší tvrzi z konce 15. století, kterou tehdy vlastnil drobný šlechtic Jan Petr Hoberk z Hennersdorfu. Tato tvrz stála na východní straně panského dvora a byla s dvorem původně chráněna vodou (vodními příkopy, potokem a rybníkem). Jako nevyhovující a jistě i v důsledku zničující třicetileté války (jako poškozená stavba) však byla v polovině 17. století opuštěna a v následujícím období zanikla. Dnes prý na jejím místě stojí dům č.p. 10.

## Nejvýznamnější majitelka - hraběnka Terezie Eleonora Alžběta z Ugarte
Panství Borovnice tvořilo v roce 1688 údajně šest vesnic (dříve to mělo být 10 vsí), na kterých se nacházely tři panské dvory a nesporně i další menší panské podniky (jako byly ovčíny či mlýny). Dne 30. dubna 1688 zakoupila tento statek od pana Jana Petra Hoberka z Hennersdorfu za 60 000 zlatých ovdovělá hraběnka Terezie Eleonora Alžběta z Ugarte, rozená říšská hraběnka ze Žďáru (zřejmě 1639-30. 1. 1705). Již v červenci roku 1690 rozšířila hraběnka panství o ves a tvrz Velkou Lhotu u Chocně. Touto koupí získalo borovnické panství dlouhodobou (stálejší) podobu.
Nová borovnická vrchnost - hraběnka Terezie Eleonora Alžběta byla velmi zbožná a podnikavá dáma. Tyto dvě vlastnosti měla doslova v genech, neboť pocházela z významné a velmi bohaté katolické rodiny hrabat ze Žďáru a po matce Alžbětě Koroně z katolicky činorodé a slavné rodiny hrabat Martiniců. (Byla mj. vnučkou defenestrovaného místodržitele Jaroslava (II.) Bořity z Martinic) Toto rodinné zázemí se velmi promítlo do její povahy a ovlivnilo i nemalou měrou borovnické panství, které se snažila pozvednout hospodářsky, nábožensky i kulturně.
Hraběnka Terezie Eleonora Alžběta se po smrti svého chotě - generála Petra (mladšího) hraběte z Ugarte (zemřel již roku 1679) - rozhodla opustit rozlehlý zámek ve Velkém Meziříčí či vídeňský dvůr, kde doposud ponejvíce pobývala. Za své nové hlavní sídlo si nakonec vybrala (jen zdánlivě) překvapivě venkovskou Borovnici. Tu nadále upravovala ke svému obrazu. Jedním z důvodů hraběnčina přesídlení byla okolnost, že zámek byl nedaleko Kostelce nad Orlicí, kde sídlila její milovaná (a jediná přeživší) dcera - hraběnka Marie Maxmiliána z Ugarte, provdaná Zárubová z Hustířan. K té ovdovělá paní velmi tíhla a často jí navštěvovala. Nakonec u dcery v Kostelci i zemřela. Dalším důvodem přesídlení byla zdejší líbezná krajina, kterou si paní z Ugarte oblíbila a v níž našla vhodné místo pro svůj záměr, kterým byla výstavba poutního místa k poctě Panny Marie. Tento její záměr byl přesně v duchu rodinných tradic hrabat ze Žďáru či spřízněných Martiniců. Jejím vybraným místem pro stavební podnik se stal vrch Homole u Borovnice. Díky této blízkosti mohla hraběnka osobně dohlížet mezi léty 1692-96 na stavbu poutního areálu, seskupeného kolem kostelíka Panny Marie Bolestné. Tento podnik byl nesporně inspirován i mnohem slavnějším obdobným poutním místem její sestry Marie Maxmiliány Evy Terezie baronky Hýzrlové z Chodů (1632 či 33-1690) v nedalekém Chlumku u Luže.
Hraběnka se starala i o gramotnost dětí z borovnického panství a pod nově budovanou Homolí vybudovala již v roce 1692 velkou dřevěnou školu. Její chod i učitele finančně a materiálně zaopatřovala. Do školy prý chodily děti z plných 10 vsí - tj. nejen z borovnického panství. Na milované Homoli byla v roce 1705 podle vlastního přání borovnická paní i pochována. A poněvadž se velmi zapsala do dějin Borovnice a jejího okolí, není překvapením, že vešla do legend a dodnes se o ní povídá v kraji i několik zajímavých pověstí. 1)

## Borovnice za Zárubů z Hustířan a ve 2. polovině 18. století za knížat a hrabat Kinských
Roku 1705 zámek zdědila panství jediná Tereziina dcera Marie Maxmiliána z Ugarte, manželka hraběte (do roku 1695 pouze barona) Františka Karla Záruby z Hustířan. Po smrti Marie Maxmiliány v roce 1711 přešlo panství na jejího syna hraběte Josefa Antonína Zárubu z Hustířan. V jeho vlastnictví zůstal zámek s panstvím do roku 1744, kdy jím rod hrabat Zárubů z Hustířan vymřel po meči. Zámek s panstvím tehdy zdědila jedna ze tří dcer Josefa Antonína Záruby z Hustířan hraběnka Marie Anna z Rogendorfu a v roce 1756 od ní celý kraj odkupuje kníže František Oldřich Kinský z Vchynic a Tetova. Od té doby bylo území v rukou tohoto významného rodu.
Pravděpodobně už za Zárubů z Hustířan přestal zámek sloužit jako stálé sídlo šlechty a přebýval zde především správce dvora. Důvodem snad mohl být fakt, že zámek nebyl tak výstavný ani velký, aby splňoval nároky na reprezentaci rodu Zárubů. Ti převážně pobývali v blízkém Kostelci nad Orlicí. Kostelec byl navíc k Borovnici velmi blízko, proto neměli členové rodu ani větší potřebu borovnický zámek nadále užívat. Stal se jim nadbytečným. Přesto byl zámek i nadále dobře udržován a to až do konce druhé světové války.

## Definitivní úpadek a konec zámku
Po druhé světové válce došlo k zestátnění objektu, sídlil zde Místní národní výbor a později zámek využívalo JZD, které se o něj již nestaralo. V roce 1972 byl proto zchátralý zámek bohužel zbořen.

## Popis sídla
Jednalo se o přízemní budovu v barokním slohu, se sedlovou střechou a rozměrnými štíty. Štíty byly zdobeny piniovými šiškami a kamennými koulemi. Na dochované fotografii z roku 1954 je vidět jižní průčelí zámku, kde se nacházela čtyři obdélná okna se šambránami.